# 小坂町
小坂町（日语：／ Kosaka machi */?）是位於日本秋田縣東北部的町，隸屬於鹿角郡。轄區大致位於北東北的中央地帶。東北部坐落著十和田湖，小坂川流經城鎮中心並往南流，當地人口則集中在國道282號的沿線地區。小坂町在明治時代初期因開採礦山而發展成以礦業為主的城鎮。在境內的礦山陸續封閉後，當地利用原有的採礦和冶煉技術轉型成以循環經濟為主的城鎮，並且成為日本具代表性的金屬和貴金屬的冶煉再利用據點之一。而小坂町在對外通勤與就學上多依賴鄰近的鹿角市和大館市。

## 地理
小坂町境內約70%的面積被森林與原野覆蓋，其落差為海拔170至280公尺不等。東北部坐落著日本的特別名勝和天然紀念物十和田湖，其周邊地區皆位於十和田八幡平國立公園的範圍內。

### 氣候
由於小坂町地處內陸地區，因此夏季和冬季的溫差相當大。當地的年均溫約為10.2℃，8月的平均高溫為25.5℃，1月的平均低溫則為-3.5℃。小坂町的梅雨季始於6月中旬，至梅雨季節末期才會出現大雨。

## 歷史
鎌倉時代，鹿角四地頭之一的秋元氏在當地興建小坂館（城館），並由其氏族之一的小坂氏統治小坂地區。戰國時代，小坂氏因受到三戶南部氏的侵略而滅亡。當地成為南部氏的領地，並在江戶時代劃入盛岡藩的領地內。文久元年（1861年），小坂地區發現具有礦藏的小坂礦山，並在明治時代初期發展成以礦業為主的城鎮。
明治21年（1888年），日本在當地實施町村制，並將境內的村落合併成小坂村和七瀧村。大正3年（1914年），小坂村改制成小坂町。昭和30年（1955年），小坂町和七瀧村合併成現今的小坂町。
小坂町在1980年代因日圓急遽升值和礦產枯竭等原因，而陸續關閉境內的礦山。而與當地採礦歴史有關的小坂礦山事務所和康樂館則於近代被指定為日本的重要文化財。

## 行政
現任町長細越滿於2025年4月在選舉中第4次成功連任。此次選舉的投票率為75.5%，較上屆選舉低約3.4個百分點。

## 經濟
根據日本2020年的國勢調查統計，小坂町的就業人口中約7.6%從事第一級產業，31.6%的就業人口從事第二級產業，其餘的60.9%則從事第三級產業。當地的農業以生產稻米、大豆、西洋油菜和毛豆等農作物為主。由於町內的礦山在1980年代陸續關閉，使當地的第二級產業逐漸轉成以建造業為主，而建造業的就業人口比例也在1990年超越從事礦業的就業人口比例。在境內的礦山陸續封閉後，小坂町利用原有的採礦和冶煉技術轉型成以循環經濟為主的城鎮，並且成為日本具代表性的金屬和貴金屬的冶煉再利用據點之一。
由於小坂町境內擁有十和田湖和採礦相關的歷史建築，因此當地也盛行觀光業。根據統計，2011年至2019年小坂町每年約有87.3萬至94.6萬的遊客到訪，其中多數為前往十和田湖的遊客。2020年和2021年則受到嚴重特殊傳染性肺炎疫情的影響下降至44.3萬和43.5萬人次。

## 教育
小坂町共有1所小學校與1所中學校。根據2022年的統計，境內共有138名小學生和92名中學生。

## 交通
國道282號和東北自動車道以南北向並行穿越小坂町，其中東北自動車道在境內設置連接秋田自動車道的小坂系統交流道和小坂交流道。國道454號則在十和田湖南邊的湖畔與國道103號相接，而秋田縣道2號則是連接東北自動車道和十和田湖的最短路線。町内沒有鐵路通過，距離小坂町最近的火車站是位於鹿角市內，屬JR東日本花輪線的十和田南站。

## 相關項目
- 七瀑布

## 外部連結
- 小坂町 （页面存档备份，存于）